# Thomas Schlijper
Thomas Schlijper (Maastricht, 1975) je nizozemský fotograf.

## Život a dílo
Schlijper pracuje v Amsterdamu jako internetový, novinářský a pouliční fotograf.
Za své dílo z roku 1998 získal Utrechtovu cenu Stříbrné kamery a za absolventskou práci na Utrechtské umělecké škole v roce 1999 mu bylo uděleno Steenbergenovo Stipendium.

## Fotografie

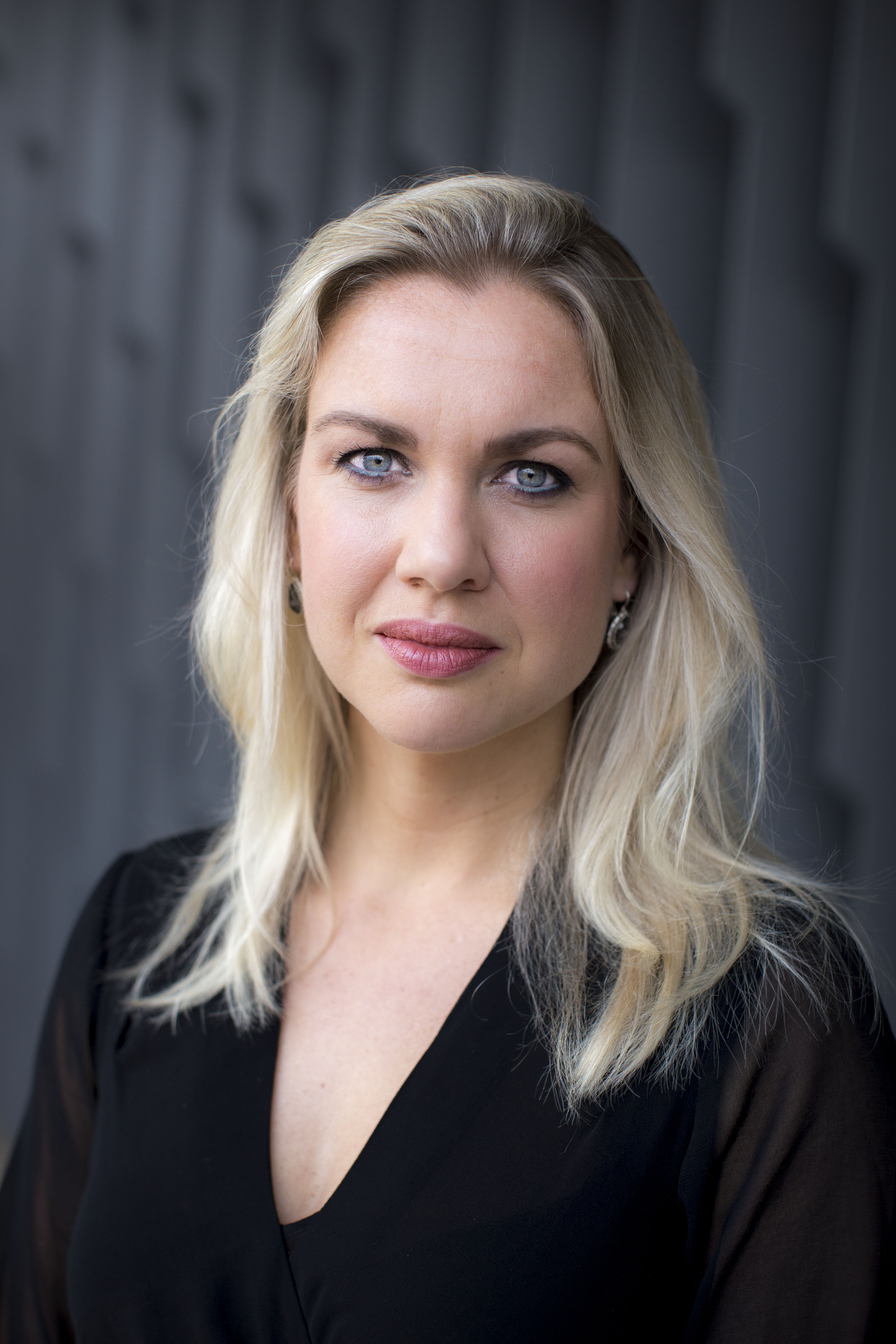
Femke Merel Arissen
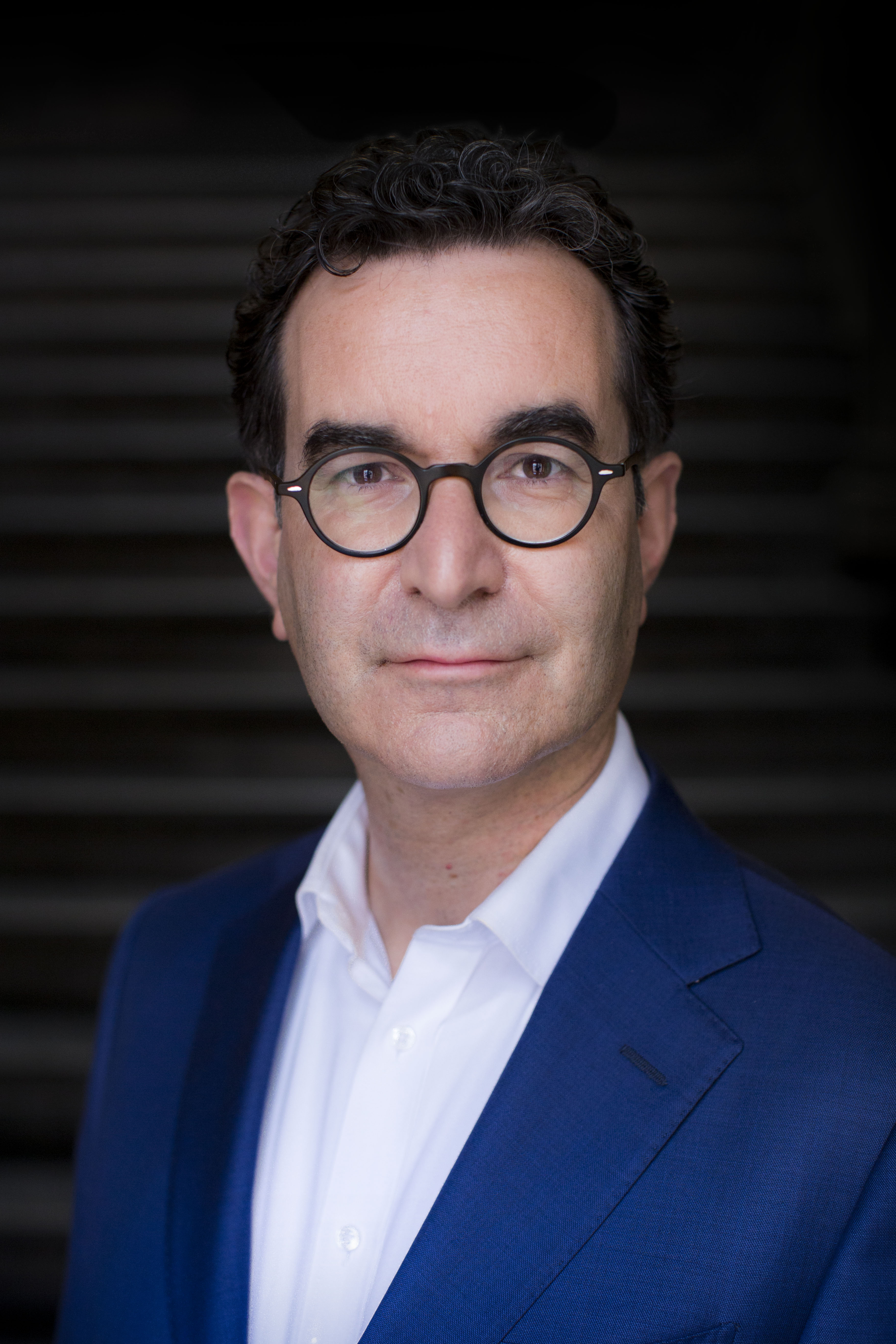
Frank Wassenberg
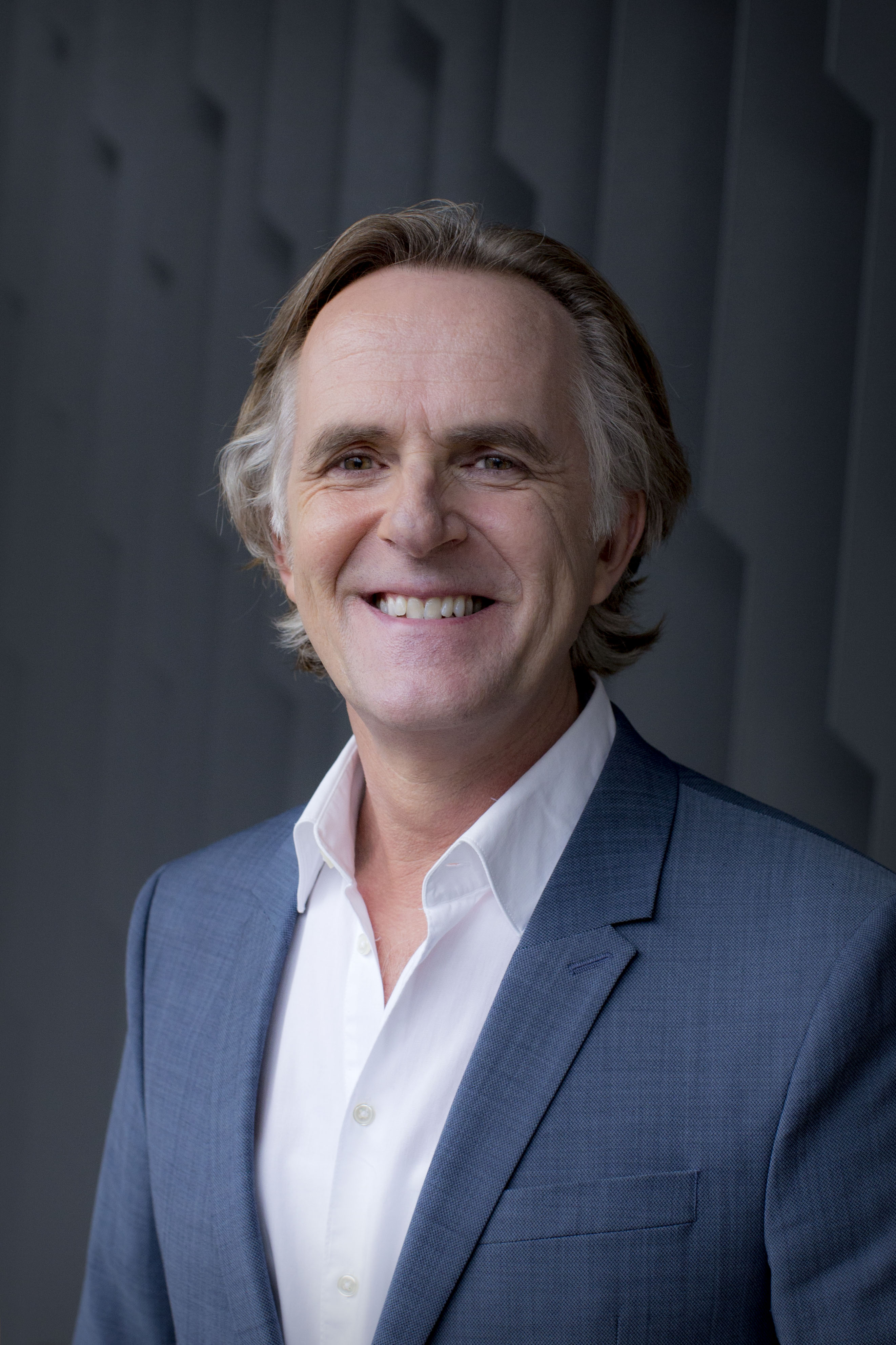
Lammert van Raan

## Knihy
- Ik ben I am Amsterdam, pixelperfectpublications
- Elke dag een lach, Gibbon UItgeefagentschap, ISBN 978-94-91363-06-1